# Anthony Banda
Pour les articles homonymes, voir Banda.
Frank Anthony Banda (né le 10 août 1993 à Corpus Christi, Texas, États-Unis) est un lanceur gaucher des Guardians de Cleveland de la Ligue majeure de baseball.

## Carrière
Anthony Banda est choisi par les Brewers de Milwaukee au 10e tour de sélection du repêchage de 2012. Encore joueur de ligues mineures, Banda est le 31 juillet 2014 échangé aux Diamondbacks de l'Arizona en compagnie du voltigeur Mitch Haniger, dans une transaction qui permet aux Brewers d'acquérir le voltigeur Gerardo Parra.
Banda fait ses débuts dans le baseball majeur comme lanceur partant d'Arizona le 22 juillet 2017 face aux Nationals de Washington.